# 吴沆
吴沆（?—?），字德远，抚州崇仁（今属江西）人。
兄弟吳濤、吳澥皆有文名。吴沆少年学《易經》，绍兴十六年（1146年）與弟吳澥獻著作《易璇璣》﹑《三墳訓義》，入国子监，太学博士王之望駁其《三墳訓義》之說。後以书法犯下庙讳罢归。隐居环溪，好讀杜甫詩，認為杜詩最明顯的特色是一句说多件事。卒後其弟子私谥文通先生。後人輯有《环溪诗话》一卷。